# Cockburn Town
Cockburn Town  é a capital da colónia britânica das Turcas e Caicos. Está localizada na região central da ilha Grande Turca, no arquipélago de Turcas. Sua população é de aproximadamente 5.000 habitantes. Nela se encontra o Museu Nacional de Turcas e Caicos, onde são exibidos artefatos do naufrágio do recife de Molasses, o mais antigo naufrágio conhecido na América.
A cidade tem como principais atividades econômicas o turismo e os serviços financeiros, sendo o país conhecido como paraíso fiscal. 

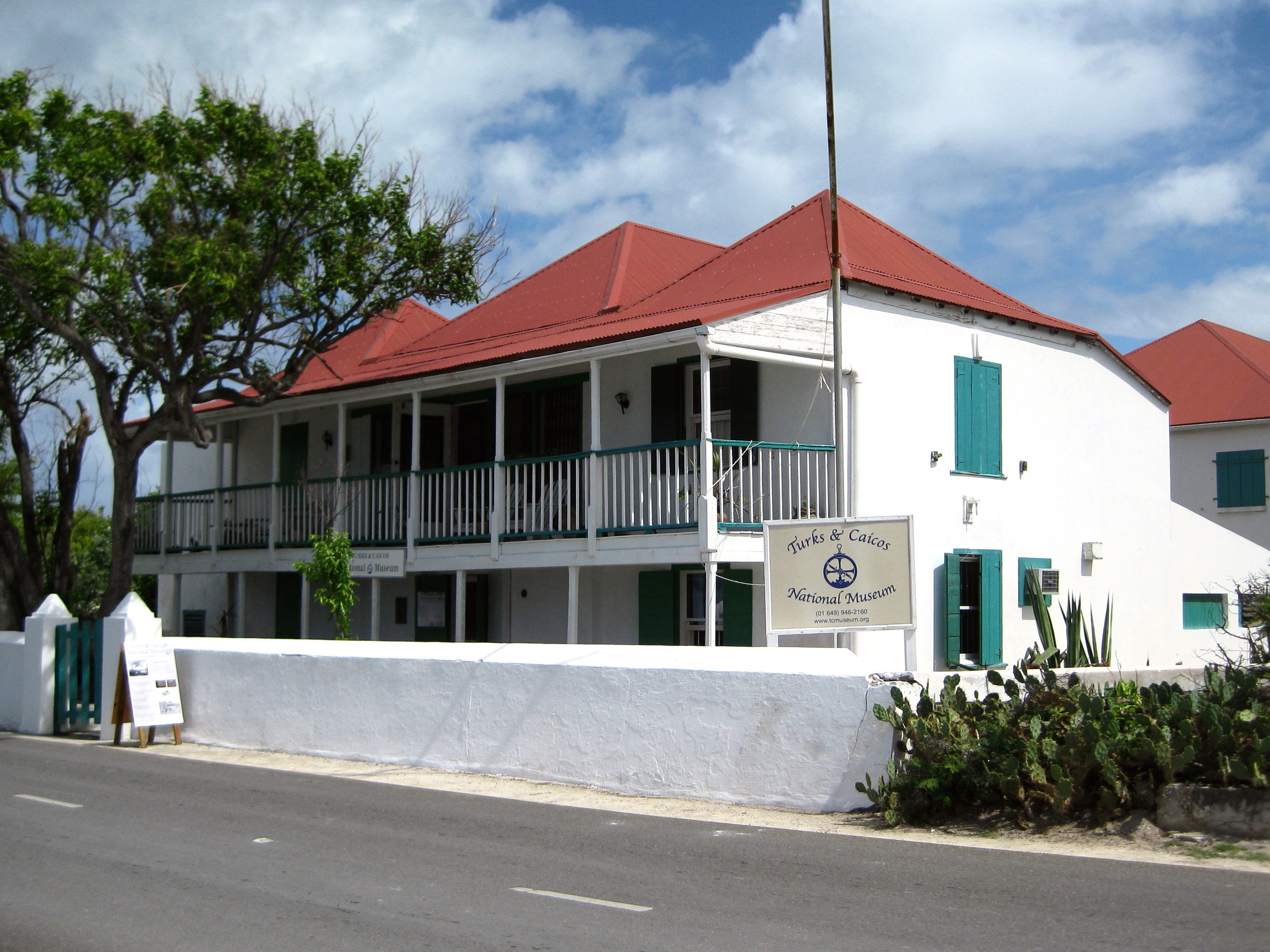
Museu nacional na front street.